# Ackworth, Iowa
Ackworth là một thành phố thuộc quận Warren, tiểu bang Iowa, Hoa Kỳ. Năm 2010, dân số của thành phố này là 83 người.

## Dân số
Dân số qua các năm:
- Năm 2000: 85 người.
- Năm 2010: 83 người.